# McKinley (Minnesota)
McKinley is een plaats (city) in de Amerikaanse staat Minnesota, en valt bestuurlijk gezien onder St. Louis County.

## Demografie
Bij de volkstelling in 2000 werd het aantal inwoners vastgesteld op 80.

## Geografie
Volgens het United States Census Bureau beslaat de plaats een oppervlakte van
2,1 km², waarvan 2,0 km² land en 0,1 km² water.

## Plaatsen in de nabije omgeving
De onderstaande figuur toont nabijgelegen plaatsen in een straal van 16 km rond McKinley.